# C/1987 P1 Bradfield
C/1987 P1 Bradfield è una cometa non periodica scoperta l'11 agosto 1987 dall'astrofilo neozelandese William Ashley Bradfield: è la tredicesima cometa scoperta da Bradfield. La cometa ha raggiunto al massimo la 5,4a, al limite della visibilità per essere vista a occhio nudo. Unica caratteristica della cometa è di avere una piccola MOID con il pianeta Marte.